# Datación de la Biblia

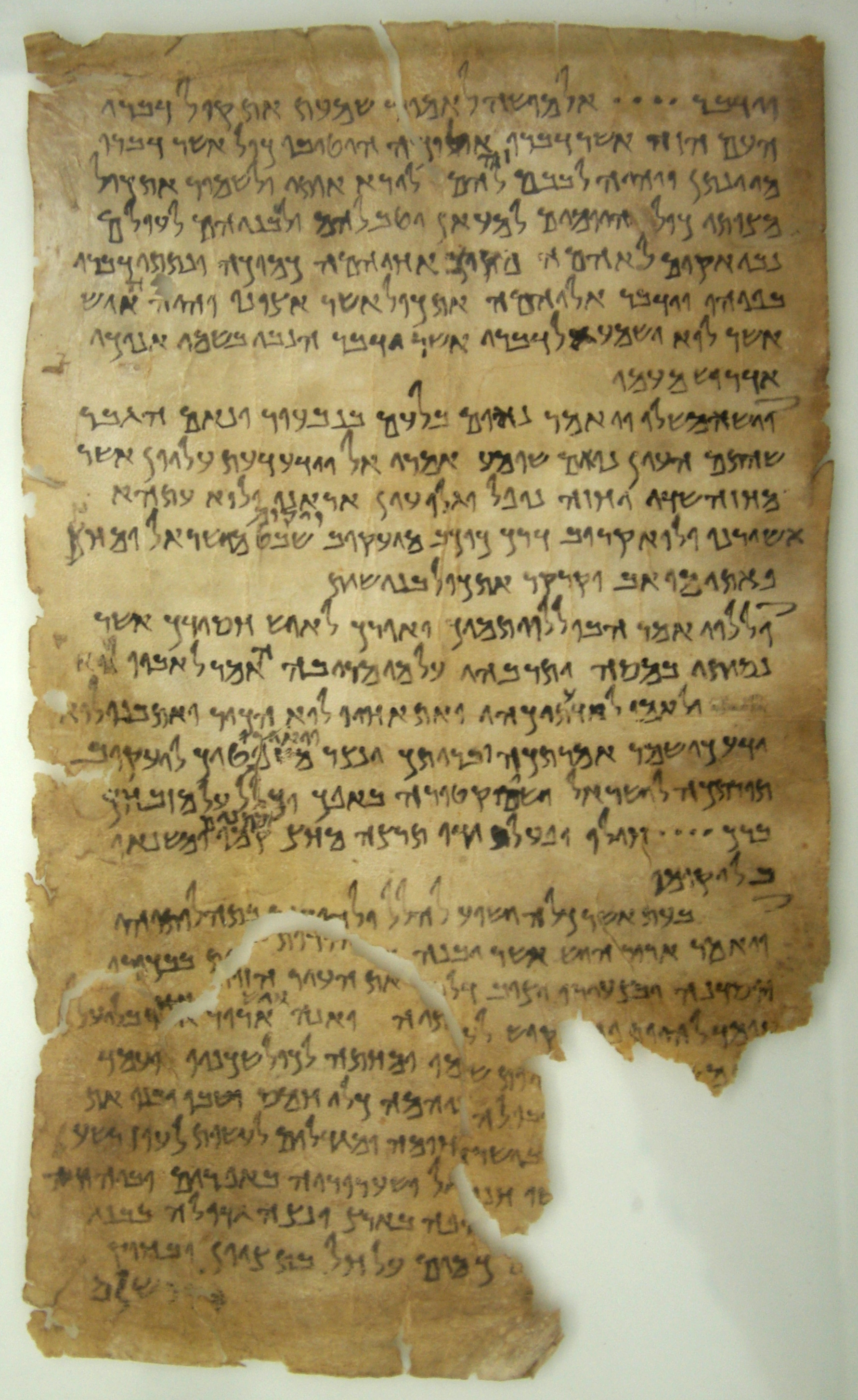
Jordania, Amán, Rollo del Mar Muerto 4Q175

Las cuatro tablas ofrecen las más comúnmente aceptadas fechas o intervalos de fechas para el Antiguo Testamento/Biblia Hebrea, los libros deuterocanónicos, y el Nuevo Testamento, incluyendo, cuando sea posible, las hipótesis sobre su formación—historia.  
La Tabla I es un resumen cronológico de todos los libros del Antiguo y Nuevo Testamento, más los libros deuterocanónicos. La Tabla II divide los libros del Antiguo Testamento/Biblia Hebrea por grupos, siguiendo las divisiones de la Biblia Hebrea, ocasionalmente, haciendo referencia a las divisiones académicas también. La Tabla III da los libros deuterocanónicos, incluidos en las Biblias católica y ortodoxa oriental, pero no en la Biblia Hebrea y las Biblias Protestantes. La Tabla IV da los libros del Nuevo Testamento, incluyendo los fragmentos más antiguos conservados de cada uno.

## Tabla I: Resumen Cronológico
Esta tabla resume la cronología de las tablas principales y sirve como una guía para los períodos históricos mencionados. Gran parte de la Biblia Hebrea (el Antiguo Testamento) puede haber sido compuesta en el siglo V a. C. Los libros del Nuevo Testamento fueron compuestos, en gran medida, en la segunda mitad del siglo I. Los deuterocanónicos recaen en gran medida en el medio.
| Periodo                                                   | Libros |
| --------------------------------------------------------- | --- |
| Monarquía Siglos VIII-VII a. C. c. 745-586 a. C.          | - Salmos individuales. - Siglo VIII: Amós (primera mitad, inmediatamente antes de la expansión asiria c. 645 a. C.); «Primer Isaías» (Isaías 1-39), Oseas, Miqueas (segunda mitad). - Siglo VII: Nahum (basado en su supuesto de la caída de Tebas y llamado a la destrucción de Nínive), Sofonías (en el reino de Josías, c. 649-609 a. C.), Habacuc (posiblemente poco antes de la batalla de Karkemish, 605 a. C.); primera edición de la historia deuteronomística (libros de Josué/Jueces/Samuel/Reyes) en el reino de Josías; Deuteronomio 5-26 en el reino de Josías. |
| Exilio Siglo VI a. C. 586-539 a. C.                       | - Núcleo de Abdías sobre la caída de Jerusalén, 586 a. C. - Finalización de la historia deuteronomística (Josué/Jueces/Samuel/Reyes). - Deuteronomio expandido con la adición de los capítulos 1-4 y 29-30 para servir como una introducción de la historia deuteronomística. - Jeremías activo en las últimos décadas del siglo VII y las primeras décadas del siglo VI; - Ezequiel activo en Babilonia (592-571 a. C.); - «Segundo Isaías» (autor de Isaías 40-55) activo en Babilonia hacia la mitad del siglo. - Expansión y reestructuración de Oseas, Amós, Miqueas y Sofonías. - Posible colección primitiva de los Salmos (salmos «de David»), finalizando en Salmos 89. |
| Post-exilio Persa Siglos V-IV a. C. 538-330 a. C.         | - La Torah (libros de Génesis/Éxodo/Levítico/Números, usando una variedad de fuentes), - Deuteronomio revisado con expansiones en los capítulos 19-25 y adición de los capítulos 27 y 31-34 para servir como conclusión de la Torah. - «Tercer Isaías» (Isaías 56-66), - Versión posterior (la versión hebrea masorética) de Jeremías, - Hageo (auto-fechado en el segundo año del rey persa Darío, 520 a. C.), - Zacarías (capítulos 1-8 contemporáneos de Hageo, capítulos 9-14 del siglo V a. C.), - Malaquías (siglo V a. C., contemporáneo o inmediatamente anterior a las misiones de Nehemías y Esdras), - Crónicas (entre 400–250 a. C., probablemente en el periodo 350–300 a. C.), - Orígenes de Esdras-Nehemías (pudieron haber alcanzado su forma definitiva en una fecha tan tardía como el período ptolemaico, c. 300-200 a. C.). |
| Post-exilio Helenístico Siglos III-II a. C. 330-164 a. C. | - Job, Eclesiastés y el Cantar de los Cantares (pudieron haber sido escritos en los siglos IV o V a. C. incluso, pero parecen reflejar el contacto con la cultura griega). - Libro de Jonás (persa o helenístico, no posterior al siglo II a. C.). |
| Macabeo/Asmoneo Siglos II-I a. C. 164-4 a. C.             | - Daniel (164 a. C., combinando las visiones recientes, capítulos 7-12, con los registros persas y helenísticos de los capítulos 1-6). - 1 Macabeos/2 Macabeos/3 Macabeos/posiblemente 4 Macabeos; Tobit, Judit, Adiciones a Daniel y Adiciones a Ester - Sabiduría de Salomón (finales del siglo I a. C. o inicios o mediados del siglo I d. C.). |
| Romano siglo I en adelante después de 4 a. C.             | - 4 Macabeos (después de 63 a. C., probablemente en la primera mitad del siglo I d. C.). - Sabiduría de Salomón (finales del siglo I a. C. o inicios o mediados del siglo I d. C.). - Nuevo Testamento (entre c. 50-110 d. C. - véase Tabla IV). |

## Tabla II: Biblia Hebrea/Antiguo Testamento
| Torah                                                                                        | Fecha o rango de fechas más ampliamente reconocidas por los eruditos |
| -------------------------------------------------------------------------------------------- | --- |
| Libro de Génesis Libro de Éxodo Libro de Levítico Libro de Números Libro de Deuteronomio     | La Biblia comienza con el libro de Génesis, que fue iniciado en el año 1657 a. C. y finalizado en el 1513 a. C. El libro de Éxodo también comenzó a escribirse en el año 1657 a. C., pero, a diferencia de Génesis, fue concluido en el 1512 a. C. Por su parte, el libro de Levítico se escribió en el año 1512 a. C., mientras que el libro de Números fue iniciado en el mismo año y terminado en el 1473 a. C. Finalmente, el libro de Deuteronomio fue escrito en el año 1473 a. C. Estos cinco primeros libros, conocidos como el Pentateuco, fueron escritos por Moisés."** - Génesis Habla de la creación del universo y de la vida en la tierra. - Éxodo es una antología extraída de casi todos los períodos de la historia de Israel. - Levítico Habla de las leyes que dio a su pueblo y pautas en cuanto a la adoración. Datada en el periodo del Exilio/post-Exilio. - Números es una redacción (es decir, edición) Sacerdotal de un original Yahvista/no Sacerdotal. - Deuteronomio, ahora el último libro de la Torá, comenzó como el conjunto de leyes religiosas (que constituyen la mayor parte del libro), se amplió a inicios del siglo VI a. C. para servir como introducción a la historia deuteronomística, y más tarde fue separado de esa historia, se amplió una vez más, y se editó como la conclusión de la Torá.                                                             |
| Profetas (Nevi'im)                                                                           | Fecha o rango de fechas más ampliamente reconocidas por los eruditos |
| Antiguos Profetas: Libro de Josué Libro de los Jueces Libro de Samuel Libro de los Reyes     | Este grupo de libros, además de Deuteronomio, es llamado «historia deuteronomística» por los estudiosos. La propuesta de que hicieron un trabajo unificado primero fue avanzada por Martin Noth en 1943, y ha sido ampliamente aceptada. Noth propuso que toda la historia fue la creación de un único individuo trabajando en el período del exilio (siglo VI a. C.); Desde entonces ha habido un amplio reconocimiento de que la historia apareció en dos «ediciones»: la primera en el reinado de Josías, rey de Judá (finales del siglo VII a. C.), la segunda durante el exilio (siglo VI a. C.). La datación de Noth estaba basada en el supuesto de que la historia fue completada poco después de su último acontecimiento registrado, la liberación del rey Joaquín en Babilonia c. 560 a. C.; no ha sido ampliamente cuestionada, algunos estudiosos han calificado a su razonamiento insuficiente y la historia puede haber sido ampliada en el período post-Exilio. |
| Cuatro Profetas Mayores: Libro de Isaías Libro de Jeremías Libro de Ezequiel Libro de Daniel | Los estudiosos reconocen tres «secciones» en el Libro de Isaías: Proto-Isaías (el Isaías original del siglo VIII a. C.); Deutero-Isaías (un profeta anónimo viviendo en Babilonia durante el Exilio); y Trito-Isaías (un autor o autores anónimos en Jerusalén inmediatamente después del Exilio). El Libro de Jeremías existe en dos versiones, griega y hebrea, con el griego representando la versión más antigua. La versión griega fue probablemente terminada en el período persa temprano, y la versión hebrea en algún momento entre entonces y el siglo II a. C. El Libro de Ezequiel describe las palabras de Ezequiel ben-Buzi, un sacerdote viviendo en el exilio en la ciudad de Babilonia, y la evidencia interna data sus visiones entre los años 593 y 571 a. C. Mientras que el libro probablemente refleja gran parte del histórico Ezequiel, es el producto de una historia larga y compleja, con adiciones significativas de una «escuela» de los seguidores posteriores del profeta. El Libro de Daniel señala las palabras de Daniel, está entre los Profetas Mayores, fue escrito en tres lenguas diferentes: Hebreo, Arameo y Griego. Estudiosos confesionales, consideran que el libro fue compuesto en el siglo II a. C.O en el siglo IV a. C. de acuerdo a Flavio Josefo en Antigüedades Judías (Libro XI,Cap.VIII,Secc.5)a Alejandro Magno se le mostró el Libro en Jerusalén. |
| Doce Profetas Menores                                                                        | En la Biblia Hebrea, los Doce Profetas Menores son una única colección editada en la época del Segundo Templo, pero esta es dividida en las Biblias cristianas. Con la excepción de Jonás, que es una obra de ficción, existe un núcleo original de la tradición profética detrás de cada libro: - Libro de Oseas: segunda mitad del siglo VIII a. C. - Libro de Joel: persa tardío o helenístico. - Libro de Amós: primera mitad del siglo VIII a. C. - Libro de Abdías: cerca del tiempo de la destrucción de Jerusalén, 586 a. C. - Libro de Jonás: persa o helenístico, no posterior al siglo II a. C. - Libro de Miqueas: c. 750-700 a. C. - Libro de Nahum: un «oráculo sobre Nínive», la ciudad asiria destruida en 612 a. C. - Libro de Habacuc: posiblemente poco antes de la batalla de Karkemish, 605 a. C. - Libro de Sofonías: reino de Josías. - Libro de Hageo: autofechado en el segundo año del rey persa Darío, 520 a. C. - Libro de Zacarías: primeros ocho capítulos 1-8 contemporáneos de Hageo, capítulos 9-14 del siglo V a. C. - Libro de Malaquías: siglo V a. C., contemporáneo o inmediatamente anterior a las misiones de Nehemías y Esdras (que, sin embargo, son en sí mismas difíciles de fechar). |
| Ketuvim                                                                                      | Fecha o rango de fechas más ampliamente reconocidas por los eruditos |
| Colección sapiencial: Job, Eclesiastés y Proverbios                                          | Los libros de Job, Eclesiastés y Proverbios comparten una visión similar que ellos mismos llaman «sabiduría». Es generalmente aceptado que Job fue escrito entre los siglos VII y IV a. C., con el siglo VI a. C. como el más probable. Eclesiastés no puede ser anterior a c. 450 a. C., debido a la presencia de palabras persas prestadas y expresiones en arameo, pero no posterior a 180 a. C., ya que el escritor judío Ben Sira lo cita. Proverbios es una «colección de colecciones» en relación con un modelo de vida que se prolongó durante más de un milenio, y es imposible de fechar. |
| Obras poéticas: Salmos y Lamentaciones                                                       | El libro de los Salmos fue posiblemente, debido a su forma moderna y la división en cinco partes, escrito en el período post-exilio, aunque continuó siendo revisado y ampliado bien en la época helenística, e incluso romana. Es generalmente aceptado que la destrucción de Jerusalén por Babilonia en 586 d. C. constituye el trasfondo del libro de las Lamentaciones. |
| Históricos: Crónicas y Esdras-Nehemías                                                       | Crónicas fue compuesta entre 400–250 a. C., probablemente en el periodo de 350–300 a. C.; Esdras-Nehemías (dos libros en las Biblias modernas, pero originalmente uno) puede haber alcanzado su forma definitiva en una fecha tan tardía como el período ptolemaico, c. 300-200 a. C. |
| Miscelánea: Libro de Rut, Libro de Ester, Libro de Daniel, Cantar de los Cantares            | El libro de Rut es comúnmente datado en el periodo persa; Ester, en los siglo IV o III a. C.; el libro de Daniel puede ser datado en 164 a. C gracias a su profecía encubierta de la muerte de un rey griego de Siria o en el 332 a. C. según Flavio Josefo en Antigüedades Judías (Libro 11,Capítulo 8, Sec.5) y el Cantar de los Cantares podría haber sido compuesto en cualquier momento después del siglo VI a. C. |

## Tabla III: Deuterocanónicos
| Libro                     | Fecha o rango de fechas más ampliamente reconocidas por los eruditos |
| ------------------------- | --- |
| Tobit                     | 225-175 a. C., basándose en el aparente uso del lenguaje y referencias comunes para el período posterior al exilio, pero con la falta de conocimiento de la segunda persecución de los judíos (siglo II a. C.).                                         |
| Judit                     | 150-100 a. C., aunque las estimaciones varían desde el siglo V hasta el siglo II a. C. |
| 1 Macabeos                | 100 a. C. |
| 2 Macabeos                | c. 100 a. C. |
| 3 Macabeos                | 100-75 a. C. «Muy probablemente». |
| 4 Macabeos                | Mediados del siglo I d. C. |
| Sabiduría de Salomón      | Finales del siglo I a. C./inicios del siglo I d. C., basándose en la perspectiva compartida con otros trabajos que datan de este tiempo. |
| Sirácides                 | 196-175 a. C., ya que el autor implica que el sumo sacerdote Simón había muerto (196 a. C.), pero no muestra ningún conocimiento de la persecución de los judíos que comenzó después de 175 a. C.                                                       |
| Adiciones a Daniel        | Oración de Azarías (Cántico de los Tres Jóvenes); Bel y el Dragón: finales del siglo VI a. C.; Susana y los Ancianos: posiblemente 95-80 a. C. |
| Baruc y Carta de Jeremías | Siglo II a. C., como Baruch utiliza Sirácides (escrito c. 180 a. C.) y es a su vez utilizado por los Salmos de Salomón (mediados del siglo I a. C.). La Carta de Jeremías, cap. 6:1-73 del Libro de Baruc, es a veces considerada como un libro aparte. |

## Tabla IV: Nuevo Testamento
| Libro               | Fecha o rango de fechas más ampliamente reconocidas por los eruditos | Fragmento más antiguo conocido |
| ------------------- | --- | --- |
| Evangelio de Mateo  | 80–90 d. C. Esto se basa en tres líneas de evidencia: (a) el escenario de Mateo refleja la separación definitiva de la Iglesia y la Sinagoga, c. 85 d. C.; (b) refleja la toma de Jerusalén y la destrucción del Templo por los romanos en 70 d. C.; (c) usa Marcos, generalmente datado alrededor de 70 d. C., como una fuente. | {\displaystyle {\mathfrak {P}}^{104}} (150–200 d. C.) |
| Evangelio de Marcos | 68–70 d. C. Las referencias a la persecución y a la guerra en Judea sugieren que el contexto era o la persecución de Nerón a los cristianos en Roma o la revuelta judía. | {\displaystyle {\mathfrak {P}}^{45}} (250 d. C.) |
| Evangelio de Lucas  | 80-90 d. C., con algunos escolares sugiriendo 90-100. Existe evidencia, tanto textual (los conflictos entre las familias de manuscritos occidentales y alejandrinos) y de la controversia marcionita (Marción fue un hereje del siglo II, que produjo su propia versión de las Escrituras cristianas basándose en el evangelio de Lucas y las epístolas de Pablo) que Lucas-Hechos todavía estaba siendo revisado sustancialmente en pleno siglo II. | {\displaystyle {\mathfrak {P}}^{4}}, {\displaystyle {\mathfrak {P}}^{75}} (175–250 d. C.) |
| Evangelio de Juan   | 90-110 d. C., la fecha tardía se basa en la evidencia textual de que el evangelio era conocido a principios del siglo II, y la más temprana, en una referencia interna a la expulsión de los cristianos de las sinagogas. | {\displaystyle {\mathfrak {P}}^{52}} (125–160 d. C.) |
| Hechos              | 95-100 d. C. Si Hechos utiliza a Josefo como fuente, como se ha propuesto, entonces debe haber sido compuesto después de 93 d. C.; no muestra ningún conocimiento de las cartas de Pablo, lo que también es compatible con una fecha tardía; y la situación social es aquella de necesidad de fieles «pastores» para proteger a los cristianos de los «lobos» heréticos, lo que de nuevo refleja una fecha tardía.                                   | {\displaystyle {\mathfrak {P}}^{29}}, {\displaystyle {\mathfrak {P}}^{45}}, {\displaystyle {\mathfrak {P}}^{48}}, {\displaystyle {\mathfrak {P}}^{53}}, {\displaystyle {\mathfrak {P}}^{91}} (250 d. C.) |
| Romanos             | c. 57 d. C. Una de las epístolas paulinas genuinas, escrita a los Romanos cuando Pablo está por dejar Asia Menor y Grecia, en la que expresa sus deseos de continuar su trabajo en España. | {\displaystyle {\mathfrak {P}}^{46}} (finales del siglo II o inicios del siglo III d. C.) |
| Corintios           | c. 56 d. C. Otra de las epístolas paulinas genuinas. Pablo expresa su intención de volver a visitar la iglesia que él fundó en la ciudad ca. 50–52 d. C. | {\displaystyle {\mathfrak {P}}^{46}} (finales del siglo II o inicios del siglo III d. C.) |
| Gálatas             | c. 55 d. C. Pablo no expresa ningún deseo de volver a visitar la iglesia en Galacia, que él fundó, por lo que algunos eruditos piensan que la fecha de esta carta pertenece al final de su labor misionera. La carta se refiere a la cuestión de si los gentiles conversos deberán adoptar las costumbres judías en su totalidad. | {\displaystyle {\mathfrak {P}}^{46}} (finales del siglo II o inicios del siglo III d. C.) |
| Efesios             | c. 80-90 d. C. La carta parece haber sido escrita después de la muerte de Pablo en Roma, por otro autor que usó su nombre. | {\displaystyle {\mathfrak {P}}^{46}} (finales del siglo II o inicios del siglo III d. C.) |
| Filipenses          | c. 54-55 d. C. Una genuina epístola paulina, menciona "la casa de César", lo que lleva a algunos eruditos a creer que fue escrita desde Roma, pero algunas de las noticias en ella no podrían haber venido de Roma. Parece que data de un encarcelamiento anterior, tal vez en Éfeso, del cual Pablo espera ser liberado. | {\displaystyle {\mathfrak {P}}^{46}} (finales del siglo II o inicios del siglo III d. C.) |
| Colosenses          | c. 62-70 d. C. Algunos estudiosos creen que Colosenses data del encarcelamiento de Pablo en Éfeso alrededor del año 55 d. C., pero las diferencias en la teología sugieren que proviene de mucho más adelante en su carrera, en el momento de su encarcelamiento en Roma. | {\displaystyle {\mathfrak {P}}^{46}} (finales del siglo II o inicios del siglo III d. C.) |
| 1 Tesalonicenses    | c. 51 d. C. Probablemente la primera de las epístolas paulinas genuinas. | {\displaystyle {\mathfrak {P}}^{46}} (finales del siglo II o inicios del siglo III d. C.) |
| 2 Tesalonicenses    | c. 51 d. C. o post-70 d. C. Si se trata de una verdadera epístola paulina, sigue de cerca a 1 Tesalonicenses. Pero parte del lenguaje y la teología apuntan a una fecha mucho más tardía, de un autor desconocido que usa el nombre de Pablo. | {\displaystyle {\mathfrak {P}}^{92}} (300 d. C.) |
| 1 Timoteo 2 Timoteo | c. 100 d. C. Las dos epístolas de Timoteo (y la de Tito) reflejan una organización de la Iglesia mucho más desarrollada que la reflejada en las epístolas paulinas genuinas. | Codex Sinaiticus (350 d. C.) |
| Tito                | c. 100 d. C. Mismo caso que las de Timoteo. | {\displaystyle {\mathfrak {P}}^{32}} (200 d. C.) |
| Filemón             | c. 54-55 d. C. Una genuina epístola paulina, escrita a partir de un encarcelamiento (probablemente en Éfeso) que Pablo espera que pronto termine. | {\displaystyle {\mathfrak {P}}^{87}} (siglo III d. C.) |
| Hebreos             | c. 80–90 d. C. La elegancia del griego y la sofisticación de la teología no se ajustan a las epístolas paulinas genuinas, pero la mención de Timoteo en la conclusión llevó a que fuera incluida con el grupo paulino desde una fecha temprana. | {\displaystyle {\mathfrak {P}}^{46}} (finales del siglo II o inicios del siglo III d. C.) |
| Santiago            | c. 65-85 d. C. Al igual que Hebreos, la de Santiago no es tanto una carta como una exhortación; el estilo del griego hace improbable que haya sido escrita por Santiago el hermano de Jesús. | {\displaystyle {\mathfrak {P}}^{20}}, {\displaystyle {\mathfrak {P}}^{23}} (inicios del siglo III d. C.)                                                                                                 |
| 1 Pedro             | c. 75-90 d. C. | {\displaystyle {\mathfrak {P}}^{72}} (siglo III/IV d. C.) |
| 2 Pedro             | c. 110 d. C. Aparentemente éste es el último escrito en el Nuevo Testamento, citando a Judas, asumiendo el conocimiento de las cartas paulinas, e incluyendo una referencia a la historia del evangelio de la Transfiguración de Cristo. | {\displaystyle {\mathfrak {P}}^{72}} (siglo III/IV d. C.) |
| Epístolas de Juan   | 90–110 d. C. Las cartas no dan ninguna indicación clara, pero los estudiosos tienden a colocarlas alrededor de una década después del Evangelio de Juan. | {\displaystyle {\mathfrak {P}}^{9}}, Uncial 0232, Codex Sinaiticus (siglo III/IV d. C.) |
| Judas               | Fecha incierta. Las referencias al "hermano de Santiago" y a "lo que los apóstoles de nuestro Señor Jesucristo predijeron" sugieren que fue escrita después de que las cartas apostólicas estuvieran en circulación, pero antes de 2 Pedro, que la usa. | {\displaystyle {\mathfrak {P}}^{72}} (siglo III/IV d. C.) |
| Apocalipsis de Juan | c. 95 d. C. La fecha es sugerida por pistas en las visiones que apuntan al reinado del emperador Domiciano. | {\displaystyle {\mathfrak {P}}^{98}} (150–200 d. C.) |

### Citas
1. ↑  Kselman, 2007, p. 775.
2. ↑  Sweeney, 2010, p. 183.
3. ↑  Brettler, 2010, p. 161-162.
4. 1 2  Emmerson, 2003, p. 676.
5. ↑  Rogerson, 2003a, p. 690.
6. ↑  O'Brien, 2002, p. 14.
7. 1 2  Gelston, 2003, p. 715.
8. 1 2  Gelston, 2003, p. 710.
9. 1 2  Campbell y O'Brien, 2000, p. 2 y fn.6.
10. 1 2 3  Rogerson, 2003b, p. 154.
11. 1 2  Gelston, 2003, p. 696.
12. ↑  Brettler, 2007, p. 311.
13. ↑  Biddle, 2007, p. 1073.
14. ↑  Goldingay, 2003, p. 623.
15. 1 2  Blenkinsopp, 2007, p. 974.
16. 1 2  Carr, 2011, p. 342.
17. ↑  Enns, 2012, p. 5.
18. ↑  Allen, 2008, p. 11.
19. 1 2  Nelson, 2014, p. 214.
20. 1 2  Nelson, 2014, p. 214-215.
21. 1 2  Carroll, 2003, p. 730.
22. 1 2  McKenzie, 2004.
23. 1 2  Grabbe, 2003, p. 00.
24. 1 2 3  Rogerson, 2003c, p. 8.
25. 1 2  Nelson, 2014, p. 217.
26. ↑  Collins, 2002, p. 2.
27. 1 2  deSilva, 2003, p. 888.
28. ↑  Carr, 2000, p. 492.
29. ↑  Dozeman, 2000, p. 443.
30. ↑  Houston, 2003, p. 102.
31. ↑  McDermott, 2002, p. 21.
32. ↑  Van Seters, 2004, p. 93.
33. ↑  Person, 2010, p. 10-11.
34. ↑  Sweeney, 1998, p. 76-77.
35. ↑  Allen, 2008, p. 7-8.
36. ↑  Sweeney, 2010, p. 94.
37. ↑  Blenkinsopp, 1996, p. 8.
38. ↑  Joyce, 2009, p. 16.
39. ↑  Redditt, 2003, pp. 1–3, 9.
40. ↑  Floyd, 2000, p. 9.
41. ↑  Dell, 1996, pp. 86–89.
42. ↑  Nelson, 2014, p. 216.
43. ↑  Carroll, 2003, p. 690.
44. ↑  Rogerson, 2003, p. 690.
45. ↑  Rogerson, 2003, p. 708.
46. ↑  Farmer, 1998, p. 129.
47. ↑  Kugler y Hartin, 2008, p. 193.
48. ↑  Seow, 2007, p. 944.
49. ↑  Fox, 2004, p. xiv.
50. ↑  Clements, 2003, p. 438.
51. ↑  Coogan, Brettler y Newsom, 2007, p. xxiii.
52. ↑  Hayes, 1998, p. 168.
53. ↑  Grabbe, 2004, p. 105.
54. ↑  Collins, 1984, p. 101.
55. ↑  Bloch, 1995, p. 23.
56. ↑  FitzMyer, 2003, p. 51.
57. ↑  West, 2003, p. 748.
58. 1 2  Bartlett, 2003, p. 807.
59. ↑  Alexander, 2003, p. 866.
60. ↑  Hayman, 2003, p. 763.
61. ↑  Snaith, 2003, p. 779.
62. ↑  Harlow, 2003, p. 805.
63. ↑  Spencer, 2002, p. 90.
64. ↑  Schmitt, 2003, p. 799,802.
65. ↑  Duling, 2010, p. 298-299.
66. ↑  France, 2007, p. 18.
67. 1 2 3 4 5 6 7 8 9 10 11 12 13 14 15 16 17 18 19  Perkins, 2012, p. 19ff.
68. ↑  Perkins, 1998, p. 241.
69. ↑  Charlesworth, 2008.
70. ↑  Perkins, 2009, p. 250-253.
71. ↑  Lincoln, 2005, p. 18.
72. ↑  Boring, 2012, p. 587.
73. 1 2  Kim, 2003, p. 250.